# Taller Polvorín
El Taller Polvorín es una histórica cochera y taller ferroviario que da servicio al Subte de Buenos Aires, principalmente a la línea A, y también al Tramway Histórico de Buenos Aires. Está ubicado en Emilio Mitre entre José Bonifacio y Avenida Directorio, en el límite del barrio porteño de Caballito con Parque Chacabuco y es el más antiguo del Subte porteño. El taller fue construido en 1914 por la Compañía de Tranvías Anglo Argentina (CTAA) para reparar y alojar a los coches de su tranvía subterráneo, la actual línea A.
El taller es uno de los mejor equipados de la red. Está compuesto por tres naves principales más otras tres menores más nuevas y tiene una capacidad de 18 vías en total. Por sus instalaciones pasan casi todos los coches del subte excepto los de las líneas B y H, que cuentan con talleres propios capaces de atender todas las necesidades de sus flotas.
Los trenes de las distintas líneas llegan al Taller Polvorín desde la estación Primera Junta de la línea A, desde donde son remolcados por un circuito tranviario por unidades La Brugeoise. Allí se construyó una rampa en el centro de la Av. Rivadavia, entre las calles Cachimayo y Emilio Mitre, recorriendo un circuito de superficie de 2 km hasta el taller compartido con el tráfico tranviario hasta 1963. Ese recorrido es usado desde 1980 por la Asociación Amigos del Tranvía para hacer funcionar el Tramway Histórico de Buenos Aires.

## Historia
Fue construido por la Compañía de Tranvías Anglo-Argentina en 1914 para usarse como taller de su Línea Anglo Argentina, hoy Línea A.
En sus primeros tiempos, sirvió también de estación de tranvías: al estar emplazado en el corazón geográfico de la ciudad, la CTAA lo usaba como punto de partida y llegada de numerosas líneas que surcaban la ciudad a principios de siglo (vale recordar que la CTAA era dueña del 80% de la red tranviaria porteña, por lo que su utilización era intensa).
En diciembre de 1962, los servicios tranviarios cesaron en la  Argentina. Polvorín pasó a ser entonces un taller exclusivamente para los subterráneos de Buenos Aires, hasta que en 1980 la Asociación Amigos del Tranvía puso en marcha su "Tramway Histórico".  
A partir de una iniciativa del legislador socialista Norberto La Porta, en junio de 2008 la Legislatura de la Ciudad de Buenos Aires dispuso la protección patrimonial para el taller que también incluye las vías e instalaciones tranviarias que unen el taller con la estación Primera Junta, en conjunto con las que forman el circuito del Tramway Histórico.
El contrato de concesión, que otorgó a Metrovías la explotación del Subte a partir de enero de 1994, estipulaba que la empresa debía construir el Taller Mariano Acosta en el predio ubicado en Autopista Dellepiane y Lacarra. Una vez que el nuevo taller esté habilitado y Polvorín haya sido desafectado de sus actuales usos, se prevé su traspaso a la AAT para el guardado de los tranvías históricos y, quizás, de las formaciones La Brugeoise que decidan preservarse.

## Imágenes

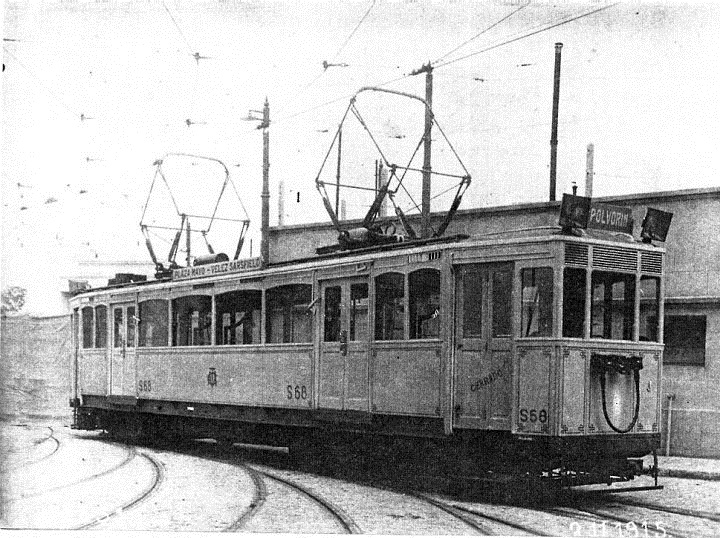
La Brugeoise segunda serie en 1915, estacionado en el patio del taller Polvorín.
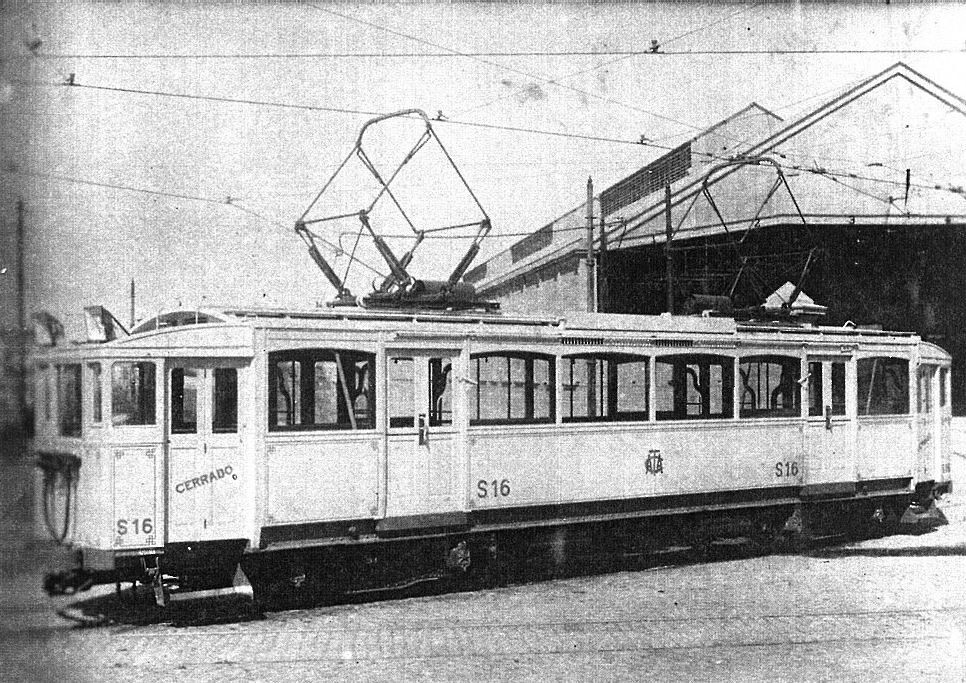
Coche La Brugeoise serie 1, estacionado en el taller Polvorín antes de la inauguración de la línea A
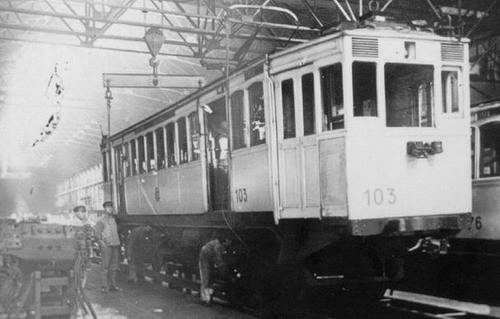
Coche 103 de la segunda serie, con sus ventanillas centrales reformadas, a punto de ser elevado por el puente grúa del taller Polvorín.
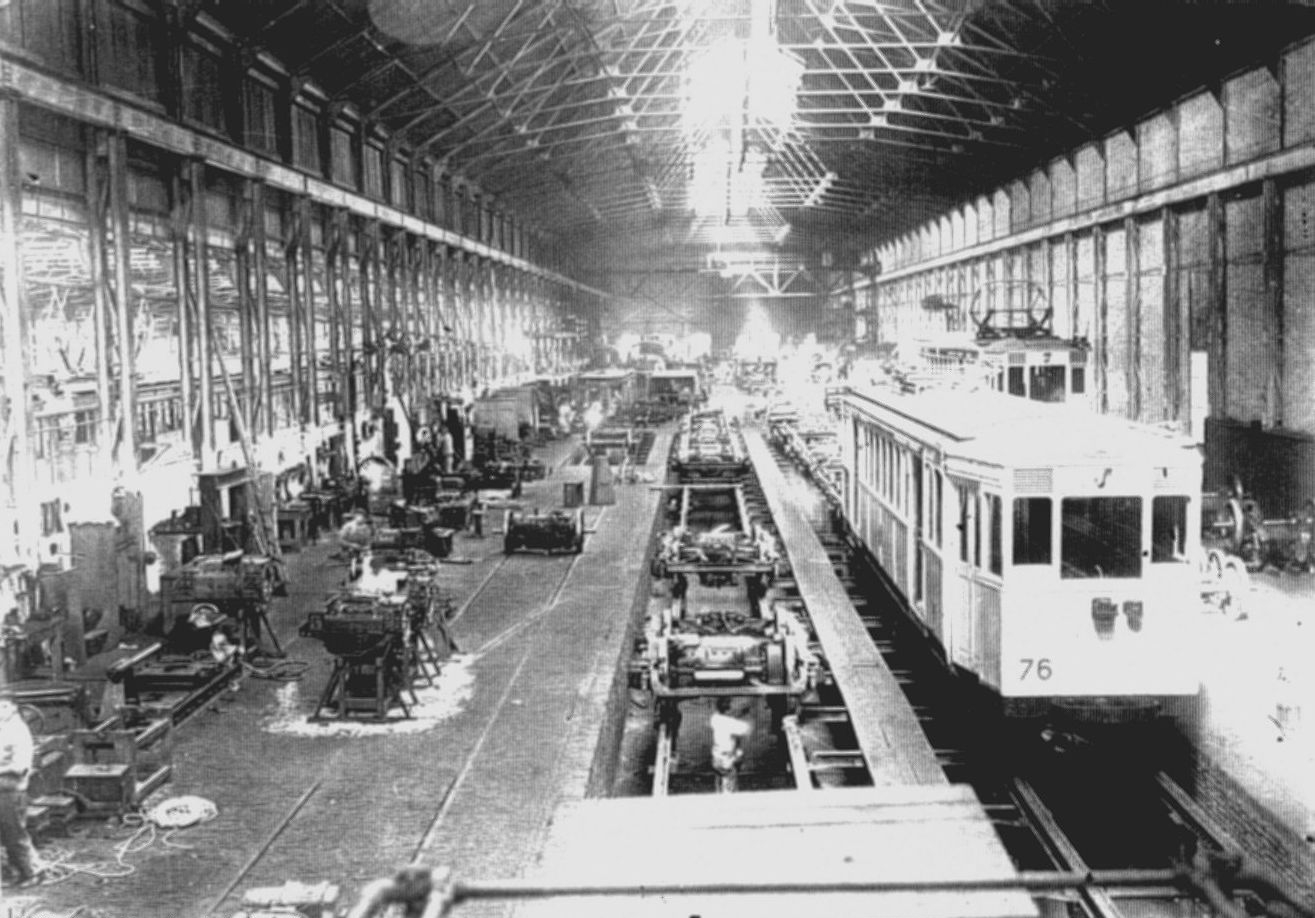
Coche original en Polvorín
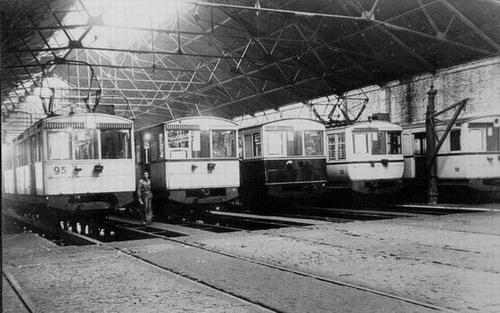
Coches La Brugeoise en Polvorín
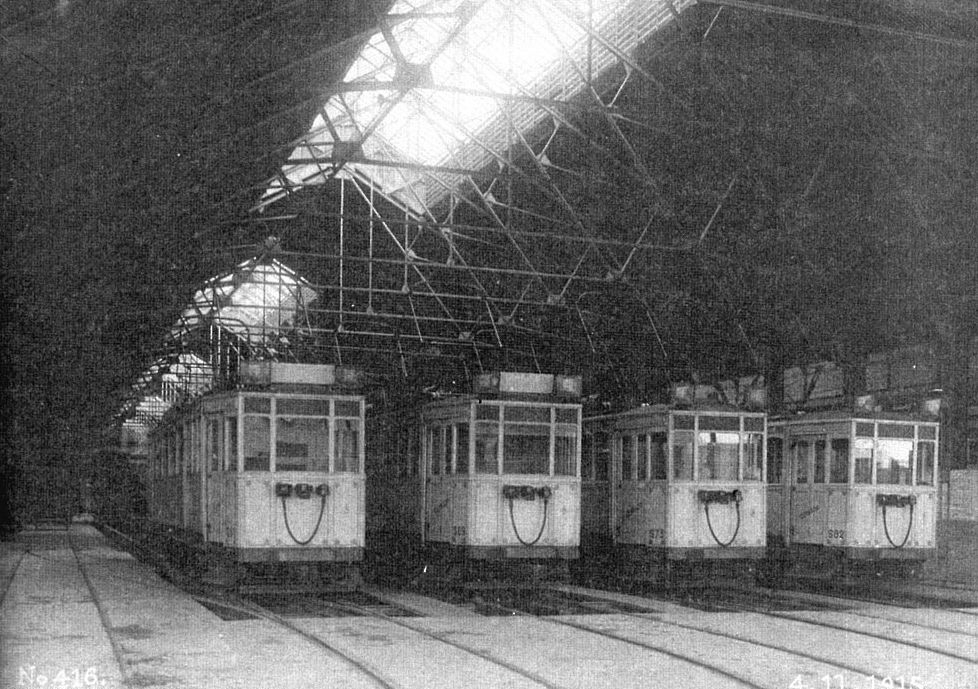
Flota sin reformar
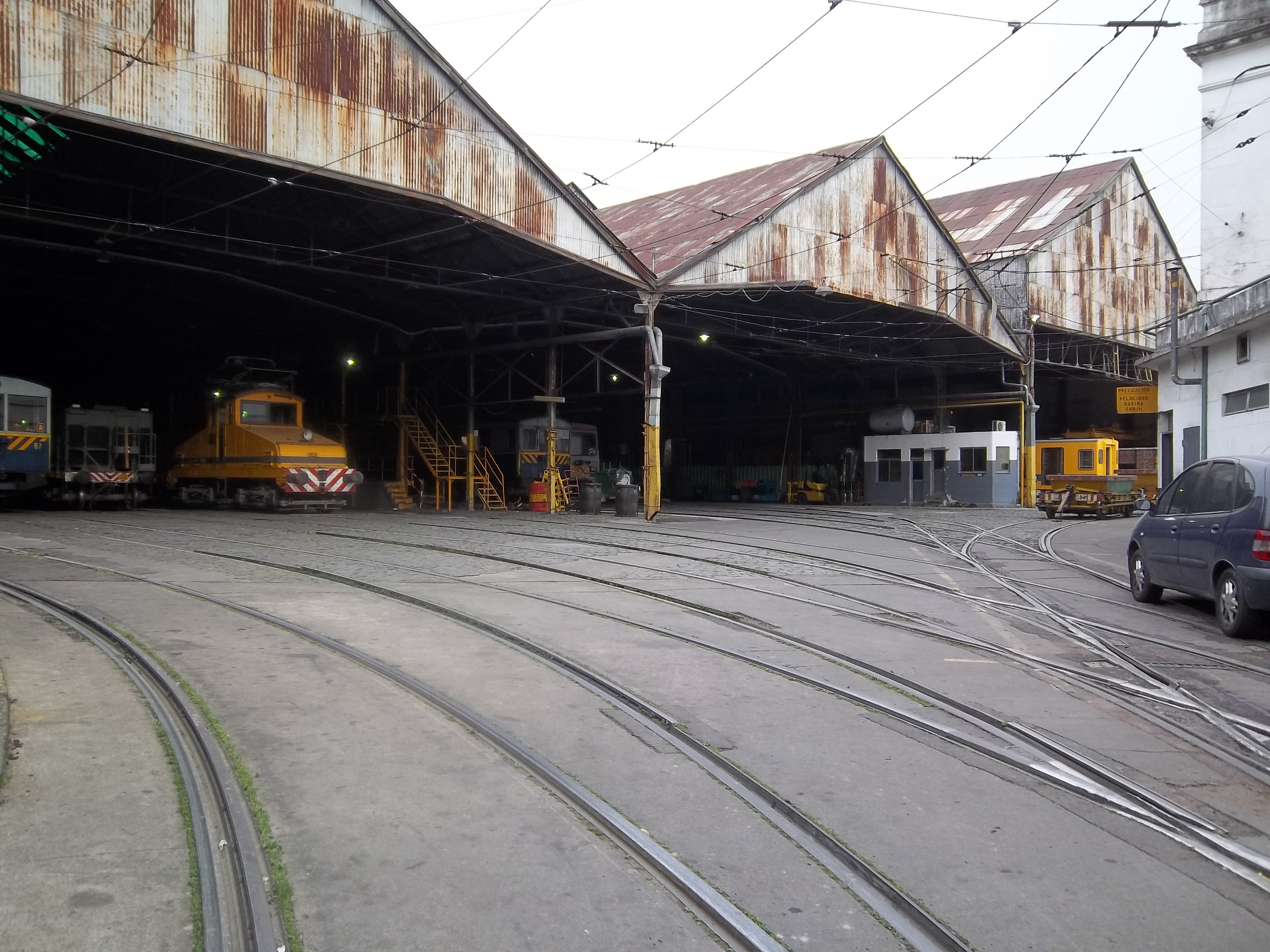
Vista del interior del taller
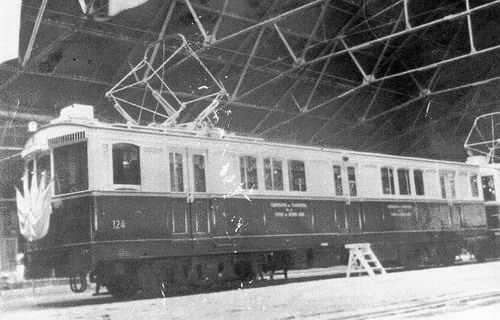
El Coche 124 en el taller
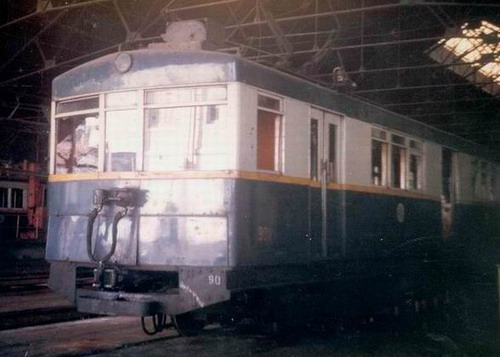
El coche 90 en Polvorín.
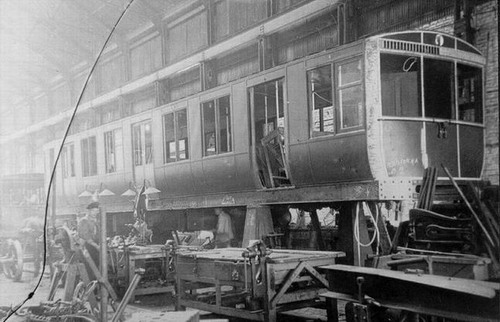
Coches 122 y 123, conocidos como Palanganas, en construcción
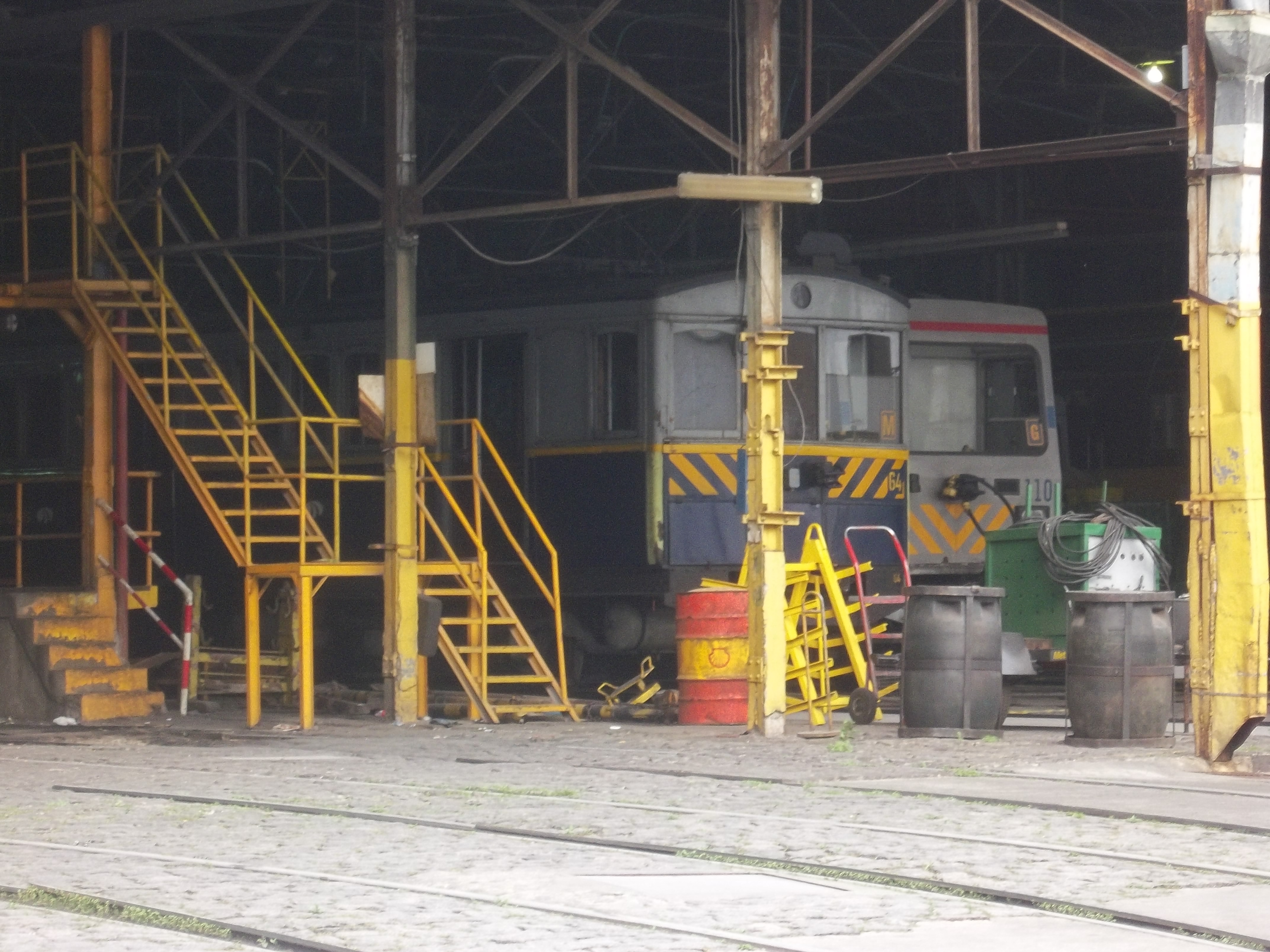
Vista del interior del taller
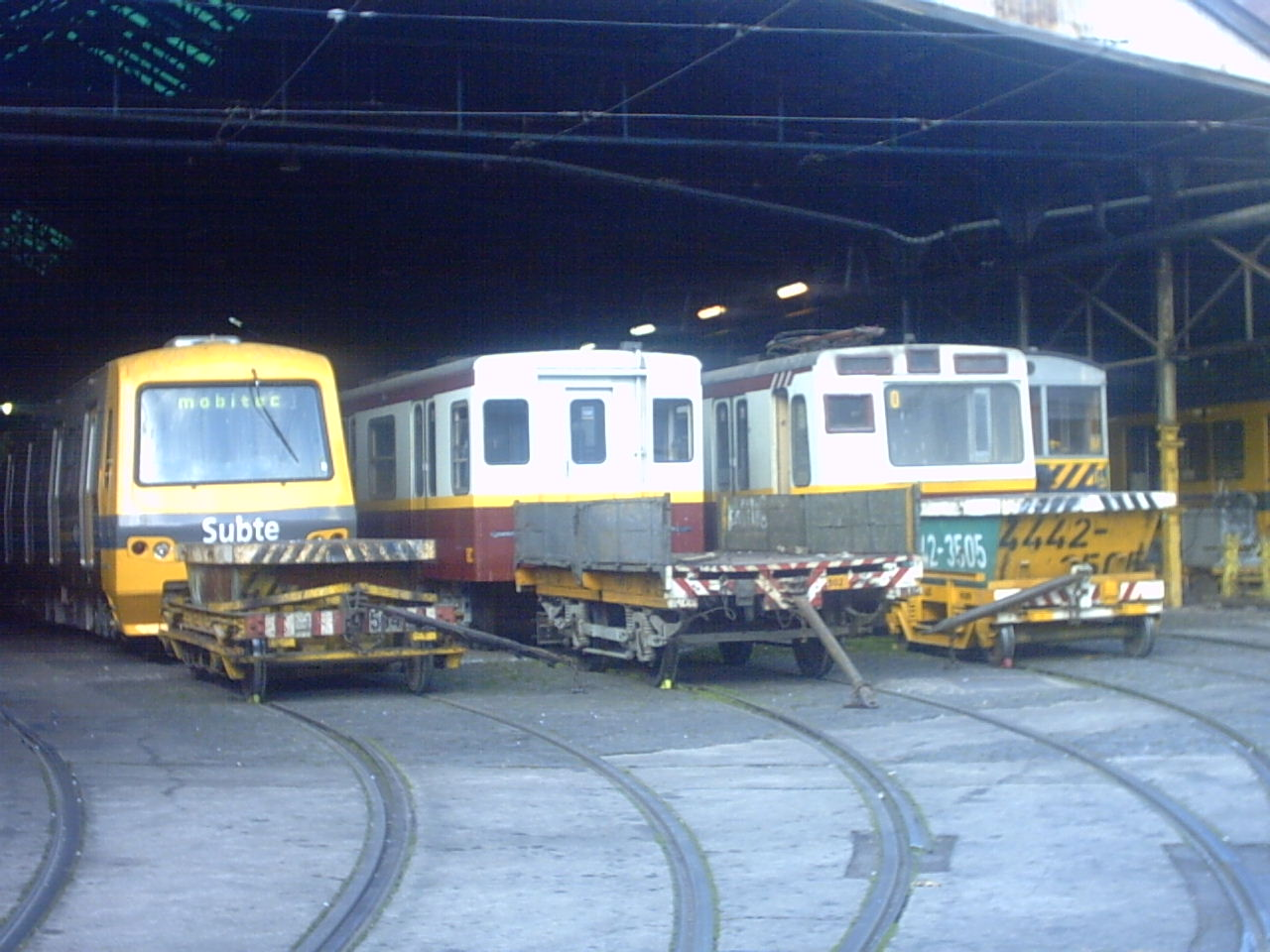
Otra vista
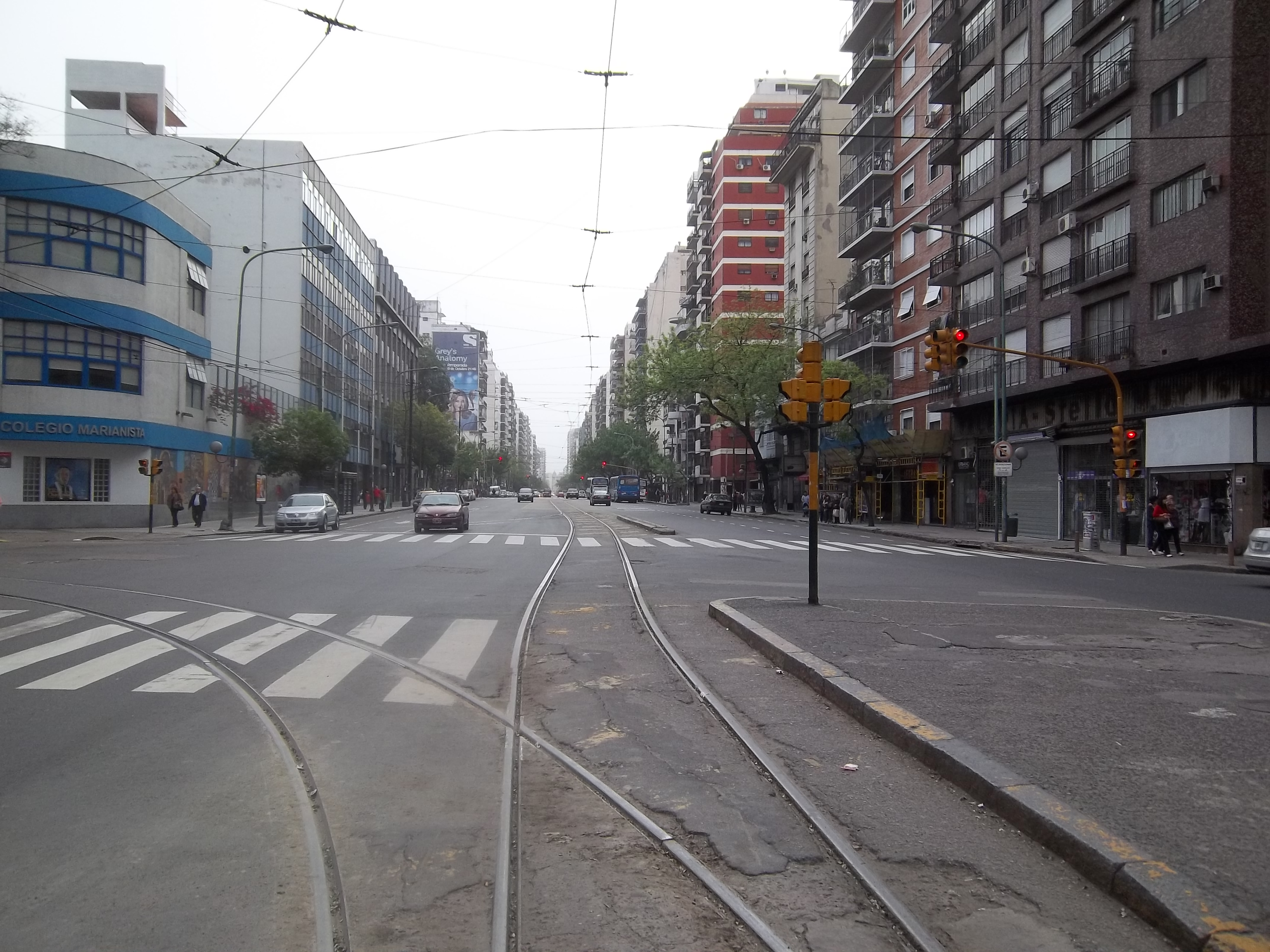
Vías de Línea A y Tramway Histórico en la en Rivadavia y E. Mitre. Las vías hacia la izquierda dirigen al taller.